# 부천시 오정구의 국회의원

## 행정구역 변천
- 1993년 2월 1일 경기도 부천시 오정구 설치
- 2016년 7월 4일 책임읍면동제 시행으로 오정구 폐지
- 2024년 1월 1일 경기도 부천시 오정구 재설치

## 부천시 오정구의 역대 국회의원
| 대수   | 이름           | 소속정당       | 임기                              | 선거구역 |
| ------ | -------------- | -------------- | --------------------------------- | --- |
| 제15대 | 최선영(崔善榮) | 새정치국민회의 | 1996년 5월 30일 ~ 2000년 5월 29일 | 부천시 오정구 일원                                                                                                   |
| 제16대 | 최선영(崔善榮) | 새천년민주당   | 2000년 5월 30일 ~ 2004년 5월 29일 | 부천시 오정구 일원                                                                                                   |
| 제17대 | 원혜영(元惠榮) | 열린우리당     | 2004년 5월 30일 ~ 2008년 5월 29일 | 부천시 오정구 일원                                                                                                   |
| 제18대 | 원혜영(元惠榮) | 통합민주당     | 2008년 5월 30일 ~ 2012년 5월 29일 | 부천시 오정구 일원                                                                                                   |
| 제19대 | 원혜영(元惠榮) | 민주통합당     | 2012년 5월 30일 ~ 2016년 5월 29일 | 부천시 오정구 일원                                                                                                   |
| 제20대 | 원혜영(元惠榮) | 더불어민주당   | 2016년 5월 30일 ~ 2020년 5월 29일 | 부천시 오정구 일원                                                                                                   |
| 제22대 | 서영석(徐煐錫) | 더불어민주당   | 2024년 5월 30일 ~                 | 부천시 갑: 원미구 심곡1동, 심곡2동, 심곡3동, 원미1동, 원미2동, 소사동, 역곡1동, 역곡2동, 춘의동, 도당동, 오정구 일원 |

## 같이 보기
- 부천시 중구 을
- 부천시 오정구 (선거구)
- 부천시 갑
- 부천시 정
- 부천시 중구의 국회의원
- 부천시 원미구의 국회의원
- 부천시 소사구의 국회의원
- 부천시의 국회의원